# Timmonsville
Timmonsville é uma cidade  localizada no estado norte-americano de Carolina do Sul, no Condado de Florence.

## Demografia
Segundo o censo norte-americano de 2000, a sua população era de 2315 habitantes.
Em 2006, foi estimada uma população de 2375, um aumento de 60 (2.6%).

## Geografia
De acordo com o United States Census Bureau tem uma área de
6,7 km², dos quais 6,7 km² cobertos por terra e 0,0 km² cobertos por água. Timmonsville localiza-se a aproximadamente 42 m acima do nível do mar.

## Localidades na vizinhança
O diagrama seguinte representa as localidades num raio de 24 km ao redor de Timmonsville.

## Vestuário
Em 2016, a cidade aprovou uma lei que proíbe os seus habitantes de exibirem roupa interior em público. Quem usar "calças ou calções que mostrem intencionalmente a roupa interior" estará a infringir a lei. Quem violar a lei pela primeira vez estará sujeito a um aviso verbal, mas para quem o fizer repetidamente pode pagar uma multa de, no mínimo, 540 euros.